# Canton de Houilles
Le canton de Houilles est une division administrative française, située dans le département des Yvelines et la région Île-de-France. 
À la suite du redécoupage cantonal de 2014, les limites territoriales du canton sont remaniées. Le nombre de communes du canton passe de 2 à 3.

## Historique
Le canton a été créé par le décret du 28 janvier 1964, publié au Journal Officiel le 30 janvier 1964, et appartenait initialement au département de Seine-et-Oise, avant de revenir au département des Yvelines, lors de la réorganisation administrative de la région Île-de-France.

## Représentation

### Conseillers généraux de 1964 à 2015
| Période | Période | Identité                   | Étiquette | Qualité                                                                          |
| ------- | ------- | -------------------------- | --------- | -------------------------------------------------------------------------------- |
| 1964    | 1967    | Albert Taglang (1900-1982) | SE        | Maire de Houilles (1959-1971)                                                    |
| 1967    | 1970    | Gilbert Pasquier           | PCF       | Instituteur Adjoint au Maire de Houilles                                         |
| 1970    | 1976    | Pierre Bourson             | RI        | Médecin Député (1973-1981) Maire de Carrières-sur-Seine (1970-1977 et 1983-2001) |
| 1976    | 1982    | Eugène Seleskovitch        | PCF       | Interprète Maire de Houilles (1977-1989)                                         |
| 1982    | 1994    | Alain Mahiet               | RPR       | Maire de Houilles (1989-1995), suppléant de Pierre Bourson (1981)                |
| 1994    | 2001    | Nicole Trézières           | DVG       | Conseillère municipale de Houilles (1977-2008)                                   |
| 2001    | 2015    | Alexandre Joly             | DVD       | Gérant de société Maire de Houilles (1995-2020)                                  |

### Conseillers départementaux depuis 2015
| Période élective | Période élective | Mandat | Mandat   | Identité       | Nuance | Nuance | Qualité |
| ---------------- | ---------------- | ------ | -------- | -------------- | ------ | ------ | --- |
| 2015             | 2021             | 2015   | 2021     | Nicole Bristol |        | LR     | Professeur de sciences économiques Maire-adjointe, puis maire (2020) de Montesson                            |
| 2015             | 2021             | 2015   | 2021     | Alexandre Joly |        | DVD    | Gérant de société Maire de Houilles (1995-2020) 7e Vice-président délégué aux sports                         |
| 2021             | 2028             | 2021   | en cours | Nicole Bristol |        | LR     | Conseillère sortante, 12e Vice-présidente déléguée à la Biodiversité, au Climat et au Développement durable. |
| 2021             | 2028             | 2021   | en cours | Julien Chambon |        | LREM   | Entrepreneur dans le digital Maire de Houilles depuis 2020                                                   |

### Résultats détaillés

#### Élections de mars 2015
À l'issue du 1er tour des élections départementales de 2015, deux binômes sont en ballottage : Nicole Bristol et Alexandre Joly (UMP, 34,05 %) et Marie Chantal Dupla et Sylvain Thialon (PS, 15,74 %). Le taux de participation est de 45,53 % (18 477 votants sur 40 582 inscrits) contre 45,34 % au niveau départemental et 50,17 % au niveau national.
Au second tour, Nicole Bristol et Alexandre Joly (UMP) sont élus avec 64,31 % des suffrages exprimés et un taux de participation de 40,57 % (9 862 voix pour 16 465 votants et 40 583 inscrits).

#### Élections de juin 2021
Le premier tour des élections départementales de 2021 est marqué par un très faible taux de participation (33,26 % au niveau national). Dans le canton de Houilles, ce taux de participation est de 34,23 % (14 230 votants sur 41 572 inscrits) contre 33,61 % au niveau départemental. À l'issue de ce premier tour, deux binômes sont en ballottage : Nicole Bristol et Julien Chambon (Union au centre et à droite, 55,88 %) et Monika Belala et François-Charles Cuisigniez (Union à gauche avec des écologistes, 30,68 %).
Le second tour des élections est marqué une nouvelle fois par une abstention massive équivalente au premier tour. Les taux de participation sont de 34,36 % au niveau national, 35,23 % dans le département et 35,53 % dans le canton de Houilles. Nicole Bristol et Julien Chambon (Union au centre et à droite) sont élus avec 65,4 % des suffrages exprimés (9 114 voix pour 14 782 votants et 41 601 inscrits),,. 

## Composition

### Composition avant 2015
Le canton de Houilles comprenait deux communes.
| Nom                  | Code Insee | Codepostal | Superficie (km2) | Population (dernière pop. légale) | Densité (hab./km2) |
| -------------------- | ---------- | ---------- | ---------------- | --------------------------------- | ------------------ |
| Houilles (chef-lieu) | 78311      | 78800      | 4,43             | 32 399 (2012)                     | 7 314              |
| Carrières-sur-Seine  | 78124      | 78420      | 5,02             | 15 087 (2012)                     | 3 005              |

### Composition à partir de 2015
Le canton de Houilles comprend désormais trois communes.
| Nom                              | Code Insee | Intercommunalité                  | Superficie (km2) | Population (dernière pop. légale) | Densité (hab./km2) | Modifier                                    |
| -------------------------------- | ---------- | --------------------------------- | ---------------- | --------------------------------- | ------------------ | ------------------------------------------- |
| Houilles (bureau centralisateur) | 78311      | CA Saint Germain Boucles de Seine | 4,43             | 33 617 (2022)                     | 7 588              | modifier les données · modifier les données |
| Carrières-sur-Seine              | 78124      | CA Saint Germain Boucles de Seine | 5,02             | 15 002 (2022)                     | 2 988              | modifier les données · modifier les données |
| Montesson                        | 78418      | CA Saint Germain Boucles de Seine | 7,36             | 14 606 (2022)                     | 1 985              | modifier les données · modifier les données |
| Canton de Houilles               | 7806       |                                   | 16,81            | 63 225 (2022)                     | 3 761              | modifier les données                        |

## Démographie

### Démographie avant 2015
| 1962   | 1968   | 1975   | 1982   | 1990   | 1999   | 2006   | 2011   | 2012   |
| ------ | ------ | ------ | ------ | ------ | ------ | ------ | ------ | ------ |
| 33 828 | 41 051 | 42 078 | 40 936 | 41 119 | 41 684 | 46 285 | 47 393 | 47 486 |

### Démographie depuis 2015
En 2022, le canton comptait 63 225 habitants, en évolution de +1,58 % par rapport à 2016 (Yvelines : +2,72 %, France hors Mayotte : +2,11 %).
| 2013   | 2018   | 2022   |
| ------ | ------ | ------ |
| 62 675 | 62 465 | 63 225 |